# Wilson René Castillo Tapia
Wilson Castillo  es un polifacético artista ecuatoriano. Escritor, realizador audiovisual, músico, fotógrafo, artista plástico y periodista cultural, su trayectoria refleja una sensibilidad que se expresa en lenguajes múltiples.

## Primeros años
Nació en Loja, Ecuador, el 26 de abril de 1979. Dio sus primeros pasos en el arte como pintor, pero su inquietud creativa pronto lo llevó a ampliar nuevos horizontes, principalmente en la poesía y la literatura. Encontró un espacio fecundo en el periodismo cultural, especialmente en la crítica cinematográfica, comentarios sobre el arte y la música popular, artículos que han dejado huella.
Se formó como Licenciado en Artes Plásticas en la Universidad Nacional de Loja. Más tarde obtuvo un Máster en Estudios Avanzados en Literatura Española e Hispanoamericana por la Universidad de Barcelona. El diálogo entre imagen y palabra ha marcado el pulso de su obra, siempre abierta a la exploración. 

#### Producción musical
Es en el campo de la música donde su pulso experimental ha encontrado su cauce más audaz, tendiendo puentes sonoros entre diversos géneros, como por ejemplo al mezclar antiguas tonadas celtas con diversos ritmos hispanoamericanos.
Como arreglista, ha reinterpretado temas conocidos desde una perspectiva innovadora, enriqueciendo el espectro sonoro musical con propuestas frescas y sugerentes. Uno de sus  más notables enfoques son las fusiones de danza y música, lo cual se refleja de modo particular en el tema Arairiwa, o también el uso de instrumentos no convencionales como la cigar box guitar.

#### Campo literario. Entre la poesía, el ensayo y la ficción
La escritura ocupa asimismo un lugar esencial en su obra. Es autor de tres libros de poesía: Renunciación (2004); Doble realidad (2007); y Luzbela (2009), textos que exploran los pliegues de la percepción y la identidad. En el campo del ensayo ha cultivado una reflexión aguda sobre la relación entre las artes, como se evidencia en Cine y Arte Plástico (2011), y en su participación en La Patria Grande: Miradas transversales entre el arte y la antropología (2016).
En narrativa, su novela La noche de los herejes (2014) propone una estructura formal innovadora, tejida con elementos de experimentación y una voz narrativa audaz que arriesga y seduce. Por otro lado, es un prolífico articulista, con textos publicados en distintas revistas especializadas, como  Suridea, la revista cultural de la Casa de la Cultura Ecuatoriana – Núcleo de Loja, en las que ha dejado piezas memorables como Menú del día: el bueno, el malo y el feo. Spaghetti western y plomo (2019), Santificado sea Lovecraft (2018) y The Witch: o el cine que Goya habría imaginado (2016), entre otras. 

#### Producción audiovisual
En el ámbito audiovisual, su documental Blues de la calle Loja (2020) es quizás su obra más emblemática. A través de la figura del poeta Carlos Eduardo Jaramillo, la cinta se convierte en una evocación poética de la ciudad y de su memoria cultural.
Otros trabajos audiovisuales destacan por su carácter de tributo a grandes figuras del arte ecuatoriano, como los documentales dedicados a Ulises Estrella, Eduardo Kingman y Fausto Aguirre. En 2020, dirigió además el videoclip Serenata a la Virgen del Cisne, sumando un gesto devoto al imaginario visual del sur andino.
Destaca asimismo la producción de audio videos para la Orquesta Sinfónica de Loja, y la Orquesta Sinfónica Municipal de Loja. Y en esta misma línea debe citarse también la dirección de videoclips para grupos musicales de diverso género
Como gestor cultural se le reconoce haber difundido cine gratuito en su ciudad, desde 2011  a 2015. Durante estos años, lideró con pasión el Cineclub Lumière, una iniciativa  que se transformó en un espacio clave para la formación de públicos en Loja. Allí, semana tras semana, el cine se convirtió en una experiencia compartida: proyecciones, cinefórums, en un constante redescubrimiento y puesta en valor de obras maestras del cine. Gracias a esta labor, películas de culto volvieron a la pantalla y hallaron nuevos espectadores dispuestos a verlas con nuevos ojos. Sumado a esto, ha impartido cursos y talleres gratuitos de escritura de guiones, compartiendo con otros su vasta experiencia.

#### Producción plástica
La obra plástica de Wilson Castillo ha encontrado su espacio en diversas galerías de arte, donde ha compartido su particular visión del mundo a través de exposiciones pictóricas y fotográficas, muestras individuales y colectivas que dialogan con la imagen desde múltiples ángulos. Entre sus muestras más destacadas se cuentan Paranormales (2010, una serie pictórica que explora lo misterioso e inexplicable; Sophia en Sepia (2011), delicada propuesta fotográfica que juega con la nostalgia de los tonos antiguos; Lumière (2012), una exposición de arte que rinde homenaje a la magia del cine; Game of Thrones – Fan Art (2013), una interpretación visual del universo fantástico de la popular serie; Noctofoto (2015), una serie de fotografías de larga exposición que capturan la belleza silenciosa de la noche. Tanto su fotografía como su pintura, descubren fuertes influencias del arte japonés, como guía principal de sus propuestas.
En su trabajo fotográfico, Castillo propone la sencillez como la vía comunicativa más poderosa. Cada imagen suya es una pausa que revela lo esencial sin artificios, con una estética sobria que habla desde lo íntimo. Sus temas más recurrentes, y donde más satisfacción encuentra, son constantes alusiones a la cultura popular, al cine y la televisión.
Por lo demás, ha compartido espacios creativos con otros artistas visuales lojanos, entre ellos Fredy González, Pablo Alvear, Ashly Curay, Emilio Seraquive, en colaboraciones interdisciplinarias donde la imagen se convierte en puente entre lo personal y lo colectivo.
En su obra, generalmente las temáticas tienen que ver con la línea del arte por el arte, poniendo énfasis en cuestiones de tipo metafísico, fantástico o sentimental, pero alejado casi siempre de la denuncia social. Ha sido columnista de diversas revistas culturales, escribiendo generalmente crítica de cine.

#### Reconocimientos
La obra de Wilson Castillo ha sido reconocida en distintos ámbitos por su sensibilidad y llaneza. Su camino de distinciones comenzó desde muy joven: en 1997, fue galardonado con el Primer Premio en el Concurso Provincial Estudiantil Carta de la Juventud a Benjamín, organizado por la Unidad Educativa Experimental del colegio Bernardo Valdivieso, una señal temprana del talento que años más tarde se desplegaría en tantas formas y direcciones.
En 2010 obtuvo una mención de honor en el prestigioso Salón de Pintura Guillermo Herrera, organizado por la Casa de la Cultura Ecuatoriana – Núcleo de Loja, consolidando su lugar en la escena plástica del país.
En 2018, recibió el Reconocimiento Artístico-Cultural del proyecto Art Lives in Loja, otorgado por el Colegio de Bachillerato Particular Antonio Peña Celi, por su aporte al arte local.
En 2020, la revista Bareque le otorgó la Segunda Mención de Honor en el Concurso Literario COVID-19 y sus tragedias, un certamen que recogía las voces y vivencias surgidas en medio de la crisis sanitaria global.